# Žbince
Žbince és un poble i municipi d'Eslovàquia. Es troba a la regió de Košice, a l'est del país.

## Història
La primera referència escrita de la vila data del 1221.

## Demografia
| Godina             | 1994 | 2004    | 2014   | 2024   |
| ------------------ | ---- | ------- | ------ | ------ |
| Nombre de persones | 856  | 955     | 965    | 987    |
| Diferència         |      | +11,56% | +1,04% | +2,27% |

| Godina             | 2023 | 2024   |
| ------------------ | ---- | ------ |
| Nombre de persones | 994  | 987    |
| Diferència         |      | −0,70% |